# 맥클레이콧수염박쥐
맥클레이콧수염박쥐(Pteronotus macleayii)는 유령얼굴박쥐과에 속하는 박쥐의 일종이다. 쿠바와 자메이카에서 발견되며, 서식지 감소로 멸종 위협을 받고 있다. 통용명과 학명은 모식 표본을 발견한 맥클레이(William Sharp Macleay)의 이름에서 유래했다.

## 특징
맥클레이콧수염박쥐는 작은 박쥐로 평균 몸길이가 7.4cm이고, 꼬리 길이는 2.3cm이다. 완전히 성장하면, 몸무게가 4~7g이고, 수컷이 암컷보다 더 크다. 몸이 회색빛 갈색부터 오렌지색-갈색 털로 덮여 있으며, 하체 쪽은 흰색에 가깝게 연한 색을 띤다. 머리는 상대적으로 편평하고 주둥이가 약간 윗쪽으로 향해 있다. 귀는 좁고 뾰족하며, 끝단 주변의 바깥 가장자리가 톱니 모양을 띠고, 이주는 길고 조금 편평하다. 날개의 종횡비는 7.6이고, 익면 하중은 4.6 N/m2으로 숲과 같은 복잡한 환경 속에서 재빨리 날기에 적합한 날개를 갖고 있다. 대뇌화 지수가 0.85로 계산되기도 한다.

## 분포 및 서식지
맥클레이콧수염박쥐는 쿠바와 자메이카에 분포하며, 적당한 동굴에서 발견된다. 2종의 아종이 알려져 있다.
- Pteronotus macleayii macleayii - 쿠바 후벤투드섬
- Pteronotus macleayii griseus - 자메이카

## 생태 및 습성
맥클레이콧수염박쥐는 군집생활을 하는 야행성 동물로 수천마리의 개체가 모여서 낮 동안에 깊고 습한 동굴 속에서 무리를 이루고 시간을 보낸다. 같은 지역의 많은 다른 종들과 동굴을 공유하지만 일반적으로 같은 종들과 함께 무리를 짓는다. 일몰 후에 곧 동굴을 떠나서 밤에 먹이를구하며, 주로 파리와 딱정벌레 같은 곤충을 먹는다. 반향정위를 할 때 잛고 좁은 대역대의 소리를 내며, 주 주파수는 70-80 kHz이다. 3월에 번식을 시작하고 6월과 7월 사이에 한 마리의 새끼를 낳는다.